# باشگاه فوتبال ایپسوییچ واندررز
باشگاه فوتبال ایپسوییچ واندررز (به انگلیسی: Ipswich Wanderers Football Club) یک باشگاه فوتبال در شهر ایپسوییچ، کشور انگلستان است که در سال ۱۹۸۰ میلادی تأسیس شده‌است.